# Sifang (köping i Kina)
Sifang (kinesiska: 四方, 四方镇) är en köping i Kina. Den ligger i provinsen Heilongjiang, i den nordöstra delen av landet, omkring 41 kilometer nordväst om provinshuvudstaden Harbin.
Genomsnittlig årsnederbörd är 675 millimeter. Den regnigaste månaden är juli, med i genomsnitt 167 mm nederbörd, och den torraste är januari, med 5 mm nederbörd.